# Gastronomia romana d'Orient
La gastronomia romana d'Orient o gastronomia bizantina (en grec modern: βυζαντινή κουζίνα) estava marcada per la fusió de la gastronomia grega i romana. El desenvolupament de l'Imperi Romà d'Orient i el comerç van introduir espècies, sucre i noves verdures a Grècia. Els cuiners experimenten amb noves combinacions d'aliments, creant dos estils en el procés culinari. El primer, oriental (Àsia Menor i l'est de la mar Egea), ofereix cuina romana d'Orient, el segon, complementat amb productes comercials i un estil més pobre es basa principalment en la cultura grega local.

## Dieta
El consum d'aliments romà d'Orient es basa en el sistema de classes. El palau imperial és una metròpoli d'espècies i receptes exòtiques; els convidats tasten fruita, de pastissos de mel i de dolços. La gent normal menja d'una manera més conservadora. La dieta principal consisteix en pa, verdures, llegums i cereals preparats de diverses maneres. L'amanida és molt popular. Per a la sorpresa dels florentins, l'emperador Joan VIII Paleòleg en va demanar en la majoria dels àpats durant la seva visita el 1439.
Els romans d'Orient produïen diversos formatges, com l'anthotiro, el kefalintzin o el feta. Assaboreixen els mariscs i el peix fresc del mar. Preparen ous per fer les famoses truites —anomenades sfungata, és a dir, ‘esponjoses'— esmentades per Teodor Pròdrom. Cada casa té el seu galliner.
L'elit romana d'Orient es va proveir d'altres carns a través de la caça, una ocupació preferida i distingida per l'home. Acostumen a caçar amb gossos i falcons, de vegades utilitzant trampes i trampes de cola. Els animals més grans són aliments més cars i rars. Els residents sacrifiquen porcs a l'inici de l'hivern i proporcionen a les seves famílies embotits, carn de porc salat i llard durant tot l'any. Només les classes mitjanes i altes romanes d'Orient es podien permetre el xai i l'ovella. La carn de vedella es menja poc, ja que s'utilitza com a bestiar per conrear camps. Les classes mitjanes i baixes de la ciutat de Constantinoble i Tessalònica consumeixen a les tavernes.
La cuina més habitual és el bullit, una tendència que ha donat lloc a una irònica màxima romana d'Orient: «La cuina mandrosa ho prepara tot bullit.» El gàrum i les seves varietats es van afavorir com a condiment. A causa de la ubicació de Constantinoble a la cruïlla de les rutes comercials, la cuina romana d'Orient es va veure millorada per la influència cultural de diversos orígens, com ara els italians de Llombardia, l'Imperi Persa i l'Imperi àrab emergent. Aquest gresol va continuar durant el període otomà i, per tant, les dues modernes cuina grega i cuina turca, perquè el menjar, en general, a l'Orient Mitjà i als Balcans és similar.

## Begudes
Macedònia és coneguda pels seus vins, servits a les classes altes romanes d'Orient. Durant les croades i després, els europeus occidentals van apreciar els vins grecs cars. Els més coneguts són els vins cretencs amb raïm moscatell, el vi rumney (Romania) (exportat de Modó a l'oest del Peloponès), malvasia o Malmsey de Monembasia.

## Conservació dels aliments
La conservació dels aliments era vista com una necessitat a l'Imperi Romà d'Orient per crear excedents i mantenir la frescor dels aliments que travessen les rutes comercials. Els mètodes de conservació dels aliments inclouen fumar, premsar, salar, assecar i segellar el contingut en zones seques. Tant la fruita seca com les fruites s'assecaven al sol. L'alcohol i el fum s'utilitzaven per desinfectar els productes perquè els bacteris no creixessin i causessin podridura.